# اسکایلاین ایکرز (اوهایو)
اسکایلاین ایکرز (به انگلیسی: Skyline Acres) یک منطقهٔ مسکونی در ایالات متحده آمریکا است که در شهرستان همیلتون، اوهایو واقع شده‌است. اسکایلاین ایکرز ۱٫۷ کیلومتر مربع مساحت و ۱٬۷۱۷ نفر جمعیت دارد و ۲۵۶٫۰۴ متر بالاتر از سطح دریا واقع شده‌است.